# GAU-15/A
La GAU-15/A, già indicata come XM218, è una mitragliatrice pesante calibro 12,7 × 99 mm NATO (anche detto .50 BMG), variante alleggerita della Browning M2
Viene usata come arma da postazione fissa, solitamente utilizzata su supporto brandeggiabile come dotazione di unità navali ed elicotteri, tra cui l'H-46, l'UH-1N Twin Huey e l'H-53. Il caricatore a nastro contiene generalmente 100 colpi, anche se a bordo di elicotteri o altri mezzi sono utilizzati nastri da più colpi.
L'arma in seguito è stata prodotta nella variante GAU-16/A, che ha delle modifiche minori nell'impugnatura e negli organi di mira.

## Utilizzatori
(lista parziale)
 Stati Uniti
- United States Marine Corps
- United States Navy